# Martha Karimi
Martha Karimi (29 augustus 1985) is een Keniaans voetballer die in het seizoen 2010/11 uitkwam voor FC Zwolle.

## Statistieken
| Seizoen | Club      | Land      | Competitie | Wedstrijden | Doelpunten |
| ------- | --------- | --------- | ---------- | ----------- | ---------- |
| 2010/11 | FC Zwolle | Nederland | Eredivisie | 9           | 0          |
| Totaal  | Totaal    | Totaal    | Totaal     | 9           | 0          |